# タチアナ・マリニナ
タチアナ・マリニナ（ロシア語:Татьяна Малининаタチヤーナ・マリーニナ；ラテン文字転写:Tatiana Malinina、1973年1月28日 - ）はウズベキスタン出身の女性元フィギュアスケート選手。ロシアのノヴォシビルスク生まれ。身長160センチメートル。
夫は元フィギュアスケート選手のロマン・スコルニアコフ。スコルニアコフはマリニナのコーチでもあった。現在はアメリカのヴァージニア州デール・シティ在住で、夫婦でフィギュアスケートのコーチをしている。息子はアメリカのフィギュアスケート選手イリア・マリニン。

## 経歴
1992-1993年シーズンからウズベキスタンのエースとなり、引退する2001-2002シーズンまでウズベキスタン選手権を全て優勝している。過去にオリンピックには2回、世界選手権へは9回出場。
初のオリンピック出場となった1997-1998シーズンの長野五輪では、8位入賞と健闘する。選手としてのピークは1998-1999シーズンで、GPNHK杯、ISUグランプリファイナル、四大陸選手権で優勝している他、スケートアメリカで5位、1999年世界選手権は同大会で自己最高位の4位入賞を果たした。
引退シーズンとなった2001-2002シーズンは、再びNHK杯を制してソルトレイクシティ五輪に臨んだ。ショートプログラムでは安定した滑りをしたものの、その直後に風邪の悪化により、フリースケーティングを棄権する。またその後、長野で行われた2002年世界選手権では、フリープログラムでのジャンプが、終盤の2アクセル以外は全て失敗するなどし、総合順位は15位に終わる。それでもフリー演技終了後、長野の観客からの温かな拍手喝采に彼女は涙しながらも深々と頭を下げていた。この世界選手権を最後に現役を引退。

## 主な戦績
| 大会/年              | 1992-93 | 1993-94 | 1994-95 | 1995-96 | 1996-97 | 1997-98 | 1998-99 | 1999-00 | 2000-01 | 2001-02 |
| -------------------- | ------- | ------- | ------- | ------- | ------- | ------- | ------- | ------- | ------- | ------- |
| オリンピック         |         |         |         |         |         | 8       |         |         |         | 棄権    |
| 世界選手権           |         | 21      | 22      | 13      | 17      | 14      | 4       | 18      | 13      | 15      |
| 四大陸選手権         |         |         |         |         |         |         | 1       | 7       | 4       | 10      |
| ウズベキスタン選手権 | 1       | 1       | 1       | 1       | 1       | 1       | 1       | 1       | 1       | 1       |
| アジア大会           |         |         |         | 2       |         |         | 1       |         |         |         |
| GPファイナル         |         |         |         |         |         |         | 1       |         | 5       | 6       |
| GPスケートアメリカ   |         |         |         |         |         |         | 5       |         |         |         |
| GPボフロスト杯       |         |         |         |         |         |         |         | 4       | 3       | 6       |
| GP NHK杯             |         | 10      | 7       | 9       | 8       | 7       | 1       | 3       | 3       | 1       |
| ゴールデンスピン     |         |         |         |         |         | 1       |         |         |         |         |